# Вейкки, Василий
Василий Савельевич (Вася) Вейкки (карел. Vas'a Veikki, наст. фамилия Иванов; род. 8 марта 1958, Онькулица, Карельская АССР) — карельский поэт, прозаик, переводчик, журналист. Пишет на ливвиковском диалекте карельского языка стихи, а также на русском стихи и прозу.

## Биография
Родился в деревне, карел. В детстве воспитывался бабушкой.
Учился в школах-интернатах Пряжи и Олонца.
Служил на Черноморском флоте, работал в Балтийском Морском пароходстве.
Заочно окончил Ленинградское арктическое училище и факультет журналистики Ленинградского государственного университета.
Дебютировал в печати в 1985 году стихотворениями на русском языке (ленинградская газета «Моряк Балтики», «Олонецкая правда»). Под влиянием известного карельского писателя Владимира Брендоева начал писать произведения на родном ливвиковском диалекте карельского языка.
Произведения публиковались в журналах «Север», «Carelia», «Kipinä», «Karjalan heimo» (Финляндия), газете «Oma Mua». Член Союза журналистов России, член Карельского регионального отделения Союза писателей России.
Вейкки пишет в своей автобиографии:

«… В искусстве люблю реализм, я за вдумчивую литературу, дающую человеку пищу для размышления.»

Проживает в Петрозаводске.